# 10. ožujka
10. ožujka (10. 3.) 69. je dan godine po gregorijanskom kalendaru (70. u prijestupnoj godini).
Do kraja godine ima još 296 dana.

## Događaji
- 241. pr. Kr. – Rim je porazio Kartagu u bitki kod otoka Aegates, čime je završen Prvi punski rat.
- 1797. – Caspar Wessel predao matematički rad o dvodimenzionalnoj geometriji kompleksnih brojeva Danskom kraljevskom društvu znanosti.
- 1831. –  Francuski kralj Luj Filip osnovao je Legiju stranaca radi potpore rata u Alžiru.
- 1876. – Alexander Graham Bell obavio je prvi uspješni telefonski poziv.
- 1952. – Iako mu je zakon branio traženje ponovnog izbora, bivši predsjednik Fulgencio Batista izvršio je državni udar radi povratka nadzora na Kubi.
- 2000. – Burzovni indeks NASDAQ dosegao je 5048,62, najvišu točku tzv. „dot-com booma”.
- 2025. – U zagrebački je promet pušten TMK 2400, prvi novi tramvaj od 2010. godine.[1]

| - 1452. – Ferdinand II. Aragonski, španjolski kralj († 1516.) - 1503. – Ferdinand I., njemačko-rimski car, ugarsko-hrvatski i češki kralj († 1564.) - 1772. – Friedrich Schlegel, njemački filozof († 1829.) - 1877. – Edo Šen, hrvatski arhitekt († 1949.) - 1885. – Tamara Karsavina, ruska balerina († 1978.) - 1889. – Joza Kljaković, hrvatski slikar († 1969.) - 1895. – Stjepan Gomboš, hrvatski arhitekt († 1975.) - 1896. – Anka Krizmanić, hrvatska slikarica i grafičarka († 1987.) - 1915. – Joža Horvat, hrvatski književnik, moreplovac i putopisac († 2012.) - 1921. – Bela Gabrić, bački hrvatski kulturni djelatnik († 2001.) - 1940. – Chuck Norris, američki majstor borilačkih vještina - 1955. – Osama bin Laden, muslimanski fundamentalist, osnivač Al Qaede († 2011.) - 1963. – Li Ning, kineski gimnastičar - 1968. – Pavel Srníček, češki nogometaš i nogometni trener († 2015.) - 1969. – Zoran Žmirić, hrvatski kolumnist, glazbenik i književnik - 1972. – Marko Medo, hrvatski biskup - 1980. – Florin Cernat, rumunjski nogometaš | - 483. – Simplicije, papa - 1391. – Tvrtko I. Kotromanić, bosanski kralj - 1832. – Muzio Clementi, talijanski pijanist i skladatelj (* 1752.) - 1913. – Harriet Tubman, američka crnačka aktivistica (* 1820.) - 1962. – Eugen Dido Kvaternik, ustaški pukovnik i zapovjednik (* 1910.) - 1972. – Josip Senić, hrvatski domoljub - 1976. – Velimir Deželić mlađi, hrvatski književnik, političar, sociolog, etnograf i socijalni radnik (* 1888.) - 2007. – Stjepan Lacković, hrvatski katolički svećenik (* 1913.) - 2024. – Kostadinka Velkovska, hrvatska glumica (* 1948.) |

## Blagdani i spomendani
- 40 mučenika

## Imendani
- Emil
- Makarije
- Krunoslav
- Kajo
- Simplicije

1. ↑  M.M. 10. ožujka 2025. Prvi novi tramvaj u Zagrebu pušten u promet, putnici oduševljeni. Hrvatska radiotelevizija. Pristupljeno 11. ožujka 2025.